# Status quo
Status quo egy latin kifejezés, jelentése „fennálló állapot”. Köznapi értelemben valamely dolog jelenlegi állapotának fenntartását, politikában az erőviszonyok, társadalmi struktúrák, rend fenntartását értjük.
A hasonló kifejezés status quo ante azt jelenti: „a dolgok állása, ahogy eddig volt”.

## Politikai használata
A status quo-t általában nagy társadalmi változás kezdeményezésének ellenzésével összefüggésben használják.
A második világháborút követő hidegháború idején a szuperhatalmak között fennálló viszonyt jellemezte. A Truman-doktrína kifejezetten a kialakult erőviszonyok megváltoztatása ellen, az egyensúly fenntartásának érdekében fogadja el harmadik ország ügyeibe történő beavatkozást.

## Biztonságpolitikai, katonai használat
Biztonságpolitikailag nézve az egyes államok, szövetségi rendszerek katonai potenciáljának eredője a status quo. Egy új technológia vagy új erő megjelenése, az aktuális status quo megszűnéséhez vezethet. A résztvevők megpróbálhatják a korábbi állapotot fenntartani különböző eszközökkel – akár fegyveres konfliktus által is –, vagy adaptálódnak az új helyzethez. Ekkor új nyugalmi állapot jön létre, vagyis egy új status quo.